# Piper PA-38 Tomahawk
Piper PA-38 Tomahawk – jednosilnikowy, dwumiejscowy lekki samolot szkolno-treningowy i turystyczny, produkowany przez amerykańskie przedsiębiorstwo Piper Aircraft.